# Tamara Ebert
Tamara Ebert (* 16. Dezember 1936 in Tallinn, Estland) ist eine deutsche Malerin, Zeichnerin, Grafikerin und Illustratorin deutsch-baltischer Herkunft.

## Leben und Werk
Die Familie Tamara Eberts kam in der Folge des Zweiten Weltkriegs als Flüchtlinge nach Leipzig. Dort absolvierte sie ab 1960 eine Lehre als Buchhändlerin und arbeitete in ihrem Beruf. Von 1967 bis 1972 studierte sie bei Rolf Kuhrt, Hans Mayer-Foreyt und Werner Tübke an der Hochschule für Grafik und Buchkunst Leipzig. Danach arbeitete Tamara Ebert bis 1990 als freischaffende Künstlerin in Leipzig und seit 1990 in Berlin. Sie wurde in der DDR vor allem als Buchillustratorin bekannt. In ihrer sonstigen künstlerischen Arbeit „beschäftigt sie sich intensiv mit dem Umweltthema, wobei sie mit Papier, Plakat- und Gouachefarben, Feder, Kugelschreiber und Schrift arbeitet.“
Nach der deutschen Wiedervereinigung kamen insbesondere infolge der Liquidation des St. Benno-Verlags von ihrem wichtigsten Auftraggeber keine Aufträge mehr. Damit brach für Tamara Ebert wie für viele andere Künstlerinnen und Künstler die „soziale Sicherheit der DDR-Ära“ weg.
1990 wurde Tamara Ebert Mitglied der Produzentengalerie „Trespe“, die Leipziger Künstlerinnen zur Selbsthilfe gegründet hatten. Sie arbeitete im Vorstand der Gruppe Leipzig/Sachsen der GEDOK.
Von 1990 bis 1997 machte sie eine Weiterbildung zur Kulturpädagogin und arbeitete als solche. Daneben betätigte sie sich weiter künstlerisch. 2007 zog Tamara Ebert nach Berlin. 2012 wurde sie mit dem Isolde-Hamm-Preis der Isolde-Hamm-Stiftung der GEDOK geehrt.

## Mitgliedschaften
- bis 1990 Verband Bildender Künstler der DDR, danach Bundesverband Bildender Künstlerinnen und Künstler
- ab 1992 GEDOK

## Buchillustrationen
- Aleksandr T. Kononov: Powědančka wo Leninje (Geschichten über Lenin), Domowina-Verlag, Bautzen, 1970
- Boleslaw Brus: Die Welle strömt zurück. Insel-Verlag Leipzig, 1977 (Insel-Bücherei Nr. 1018)
- Julio Manegat: Brot und Fische. St.-Benno-Verlag, Leipzig, 1976 (Reihe Katholische Dichter unserer Zeit, Bd. XXIV)
- Marcel Jouhandeau: Madeleine die Schweigsame. St.-Benno-Verlag, Leipzig, 1978
- Edward Francis Murphy: Mademoiselle Lavallière. St.-Benno-Verlag, Leipzig, 1982
- Theodor Fontane: Schach von Wuthenow. Kiepenheuer-Verlag, Weimar, 1983 (Reihe Die Bücherkiepe)
- Louis de Wohl: Der Baum des Lebens. St.-Benno-Verlag, Leipzig, 1989
- Elisabeth Antkowiak (Hrsg.): Kleine Hand in meiner Hand. St.-Benno-Verlag, Leipzig, 1990

## Ausstellungen (unvollständig)

### Einzelausstellungen
- 1993: Leipzig, Leibnizclub (mit Antje Rahnenführer)
- 1994: Schmölln, Rathausgalerie (mit Johannes Priewe)
- 2001 und 2004 Leipzig: en passant Galerie der GEDOK Leipzig
- 2003: Leipzig, Hotel Adagio (mit Constanze Zorn)
- 2003: Potsdam, Ticket-Galerie (mit Constanze Zorn)

### Ausstellungsbeteiligungen
- 1974, 1979, 1985: Leipzig, Bezirkskunstausstellungen
- 1977/1978: Dresden, VIII. Kunstausstellung der DDR
- 1979: Berlin, Ausstellungszentrum am Fernsehturm („Buchillustrationen in der DDR. 1949 – 1979“)
- 1982: Leipzig („10 Jahre Leipziger Grafikbörse“)
- 1994: Altenburg, Lichthof des Landratsamts, Leipzig, Leipzig-Information, und 1995: Offenburg, Ihlenfeld-Kaserne („Zu ein ander – Malerei, Installation, Objekte“)
- 2008: Berlin, Verborgenes Museum (Neuaufnahmen der GEDOK Berlin)

## Weblink
- https://www.gedok-mitteldeutschland.de/isolde-hamm-stiftung/preistr%C3%A4gerin-2012/